# Orimarga tenuistyla
Orimarga tenuistyla är en tvåvingeart som beskrevs av Alexander 1966. Orimarga tenuistyla ingår i släktet Orimarga och familjen småharkrankar. Inga underarter finns listade i Catalogue of Life.